# Анна Брігадере

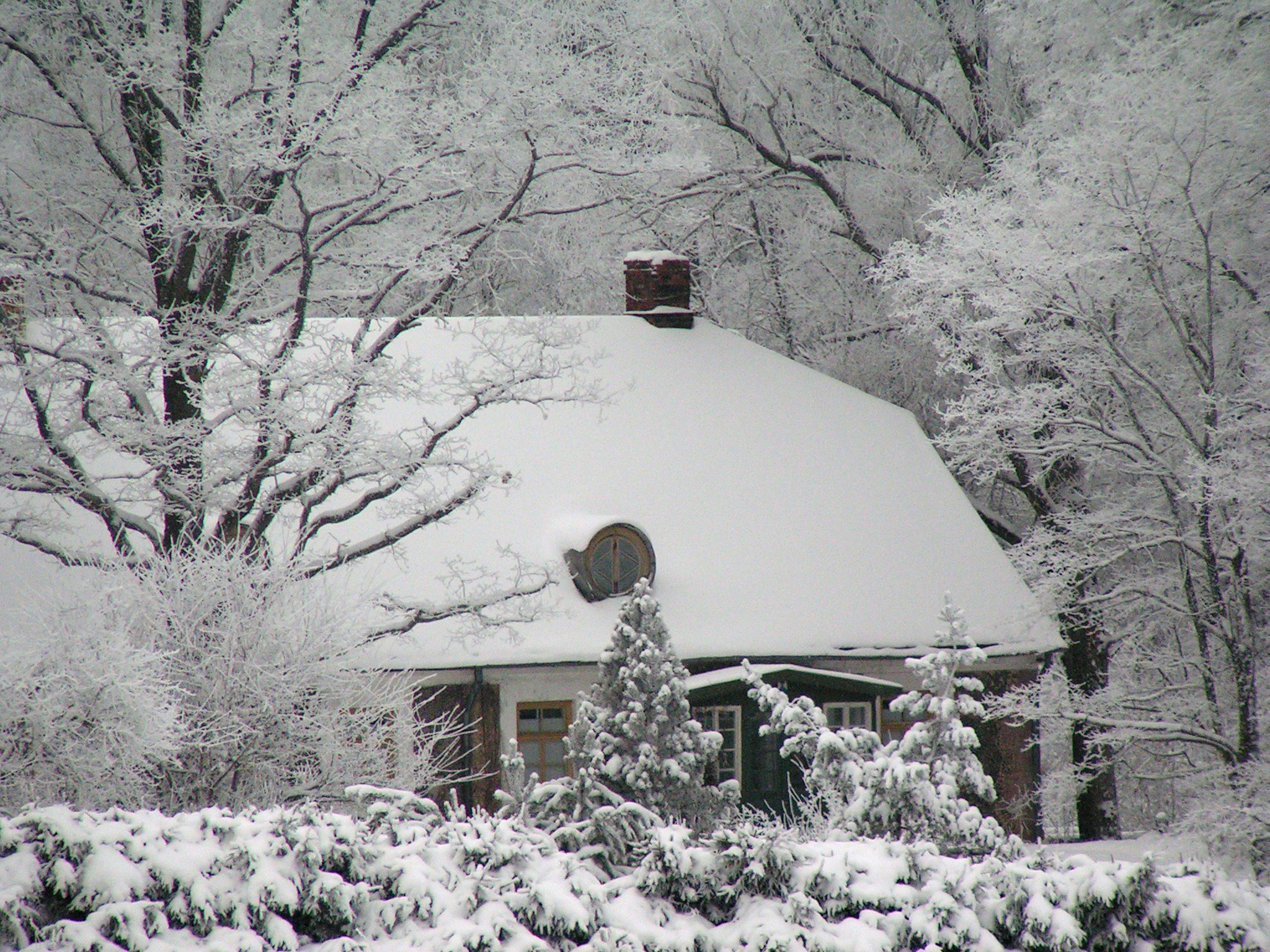
Музей Анни Брігадере у Тервете, Латвія

Анна Брігадере (латис. Anna Brigadere; 1 жовтня (19 вересня) 1861, Тервете, Терветська волость, Латвія — 25 червня 1933, Тервете, Терветська волость, Латвія) — латвійська письменниця, драматург, поет.

## Біографія
Анна Брігадере народилася 1 жовтня (19 вересня) 1861 року на хуторі Балляс. Перша книга була видана 1897 року.
Вона відома як автор п'єси «Спрідітіс» (латис. Sprīdītis), у якій розповідається про фантастичні пригоди хлопця із сім'ї латвійських селян. П'єса була видана 1903 року. 1982 року вийшов мультфільм, а 1985 року — фільм.
Також вона є автором чотирьох автобіографій, зокрема, «Бог, природа, робота» (латис. Dievs, daba, darbs), у якій розповідається про життя латвійської жінки наприкінці ХІХ століття.

## Нагороди
- 1926 — Орден Трьох зірок, 3-й ступінь